# 新井悠太
新井 悠太（あらい ゆうた、2003年3月24日 - ）は、群馬県高崎市出身のプロサッカー選手。Jリーグ・東京ヴェルディ所属。ポジションはミッドフィールダー（MF）。

## 略歴
前橋育英高校から東洋大学に進学。2023年6月2日、2025年シーズンからの東京ヴェルディ加入内定が発表され、6月9日には特別指定選手として承認された。
2023年7月5日、J2リーグ第24節のV・ファーレン長崎戦の後半22分から出場しJリーグデビューを飾ると、後半44分にJリーグ初得点を決めた。愛称は「イワンコフ」。（本人から了承済）
2024年も特別指定選手として東京ヴェルディに所属。

## 所属クラブ
- 高崎FC中川
- 前橋フットボールクラブ
- 前橋育英高校
- 東洋大学
  - 2023年 - 2024年  東京ヴェルディ（特別指定選手）
- 2025年 -  東京ヴェルディ

## 個人成績
| 国内大会個人成績 | 国内大会個人成績 | 国内大会個人成績 | 国内大会個人成績 | 国内大会個人成績 | 国内大会個人成績 | 国内大会個人成績 | 国内大会個人成績 | 国内大会個人成績 | 国内大会個人成績 | 国内大会個人成績 | 国内大会個人成績 |
| 年度             | クラブ           | 背番号           | リーグ           | リーグ戦         | リーグ戦         | リーグ杯         | リーグ杯         | オープン杯       | オープン杯       | 期間通算         | 期間通算         |
| 年度             | クラブ           | 背番号           | リーグ           | 出場             | 得点             | 出場             | 得点             | 出場             | 得点             | 出場             | 得点             |
| 日本             | 日本             | 日本             | 日本             | リーグ戦         | リーグ戦         | リーグ杯         | リーグ杯         | 天皇杯           | 天皇杯           | 期間通算         | 期間通算         |
| ---------------- | ---------------- | ---------------- | ---------------- | ---------------- | ---------------- | ---------------- | ---------------- | ---------------- | ---------------- | ---------------- | ---------------- |
| 2023             | 東京V            | 40               | J2               | 8                | 2                | -                | -                | 0                | 0                | 8                | 2                |
| 2024             | 東京V            | 40               | J1               | 3                | 0                | 2                | 0                | 0                | 0                | 5                | 0                |
| 2025             | 東京V            | 40               | J1               |                  |                  |                  |                  |                  |                  |                  |                  |
| 通算             | 日本             | 日本             | J1               | 3                | 0                | 2                | 0                | 0                | 0                | 5                | 0                |
| 通算             | 日本             | 日本             | J2               | 8                | 2                | -                | -                | 0                | 0                | 8                | 2                |
| 総通算           | 総通算           | 総通算           | 総通算           | 11               | 2                | 2                | 0                | 0                | 0                | 13               | 2                |

- 2023年、2024年は特別指定選手

出場歴
- Jリーグ初出場・初得点 - 2023年7月5日 J2第24節 V・ファーレン長崎戦 (味の素スタジアム)
- その他の公式戦
  - 2023年 J1昇格プレーオフ 1試合0得点

## 代表歴
- U-22日本代表
  - アメリカ遠征（2023年）

## タイトル

### クラブ
東洋大学
- 全日本大学サッカー選手権大会（2024年）

### 個人
- 全日本大学サッカー選手権大会・MVP（2024年）